# Santos Dumont (minissérie)
Santos Dumont é uma minissérie brasileira da HBO que dramatiza a vida do inventor Alberto Santos Dumont.

## Sinopse
A minissérie aborda a infância do inventor no Brasil, paralelamente ao seu período maduro na França, onde se envolveu na evolução do mais leve e o mais pesado que o ar.

## Produção
A pré-produção demorou quatro anos, onde os roteiristas Pedro Mota Gueiros e Gabriel Mariani Flaksman fizeram uma pesquisa extensa entre as várias biografias e textos escritos pelo aviador.
O ator João Pedro Zappa fez cinco meses de aulas intensivas de Francês para participar da produção, chegou a ficar duas semanas no Cannes para treinar o idioma, o ator belga Thierry Tremouroux o ajudou no idioma e o considerou como o personagem mais complexo que já encarou.
O empresário Alan Calassa emprestou suas réplicas do 14-bis e da Demoiselle para a produção. Os desenhos técnicos foram recriados pela equipe que optou ao máximo por efeitos práticos. A produção filmou cenas no exterior do Museu Nacional antes do incêndio.

## Elenco
- João Pedro Zappa como Santos Dumont
- Joana de Verona como Almerinda
- Miguel Pinheiro como Nuno
- João Campos como Jorge Dumont
- Bianca Byington como Francisca de Paula Santos
- Thierry Tremouroux como Albert Chapin
- Josias Duarte como Etienne
- Antonio Saboia como Louis Blériot
- Bruna Scavuzzi como Aida de Acosta
- Cláudio Perotto como Padre Jonas

### Participações especiais
- Guilherme Garcia como Santos Dumont (criança)
- Gilberto Gawronski como Santos Dumont (idoso)
- Kauan Ceglio como Jorge Dumont (jovem)

## Episódios
| # | Titulo                            | Dirigido por                        | Escrito por                                  | Estreias               | Código de produção | Audiência (em milhões) |
| --- | --------------------------------- | ----------------------------------- | -------------------------------------------- | ---------------------- | ------------------ | ---------------------- |
| 1 | "Le Petit Santos"                 | Fernando Acquarone Estevão Ciavatta | Pedro Motta Gueiros                          | 10 de novembro de 2019 | ASA                | ASD                    |
| As origens dos sonhos de Santos Dumont durante sua infância no Brasil e suas primeiras experiências na França com o balão Brasil e o Nº1. |                                   |                                     |                                              |                        |                    |                        |
| 2 | "O Prêmio Deutsch"                | Fernando Acquarone Estevão Ciavatta | Gabriel Mariani Flaksman                     | 17 de novembro de 2019 | ASA                | ASD                    |
| O começo do Prêmio Deutsch no ano de 1901. Voos, acidentes, controvérsias e o relacionamento de Santos Dumont com Aída de Acosta e o cartunista Sem. Este episódio também tem a representação da Princesa Isabel do Brasil. |                                   |                                     |                                              |                        |                    |                        |
| 3 | "Por Ares Nunca Dantes Navegados" | Fernando Acquarone Estevão Ciavatta | Pedro Motta Gueiros                          | 24 de novembro de 2019 | ASA                | ASD                    |
| Controvérsia em St. Louis após intriga com o Aeroclube de Paris. Retorno à Europa e o voo de Aída de Acosta no Nº9. |                                   |                                     |                                              |                        |                    |                        |
| 4 | "Mais Pesado que o Ar"            | Fernando Acquarone Estevão Ciavatta | Gabriel Mariani Flaksman                     | 1 de dezembro de 2019  | ASA                | ASD                    |
| A morte do engenheiro e balonista Henri Lachambre marca o fim de uma era na vida do Santos Dumont, que então passa a competir pela criação do mais pesado que o ar na forma do 14-bis, dentro do contexto do Prêmio Archdeacon, tendo rivais pessoas como Louis Blériot e aliados como Gabriel Voisin. |                                   |                                     |                                              |                        |                    |                        |
| 5 | "O Vôo da Libélula"               | Fernando Acquarone Estevão Ciavatta | Pedro Motta Gueiros Gabriel Mariani Flaksman | 8 de dezembro de 2019  | ASA                | ASD                    |
| Os voos dentro do Prêmio Archdeacon e o Grande Prêmio de Aviação. Os sucessos do 14-bis, do Blériot, Farman, a criação da Demoiselle, a chegada dos Irmãos Wright na Europa e o fim da carreira aérea do Santos Dumont. |                                   |                                     |                                              |                        |                    |                        |
| 6 | "Ícaro"                           | Fernando Acquarone Estevão Ciavatta | Pedro Motta Gueiros                          | 15 de dezembro de 2019 | ASA                | ASD                    |
| A Primeira Guerra Mundial começa a cobrar seu preço em Santos Dumont, a ponto de ser preso por um mal entendido dos policiais durante o desenvolvimento do canhão paradoxal. De volta ao Brasil, com o diagnóstico de esclerose múltipla, ele não aceita a aposentadoria, constrói A Encantada, onde inventa o conversor marciano que é testado por Yolanda Penteado. A Revolução Constitucionalista de 1932 começa a cobrar o seu preço, onde Dumont acredita ser responsável de impedir o conflito entre irmãos. Isso continuou até seu ato final. |                                   |                                     |                                              |                        |                    |                        |